# Sharon, Massachusetts
Sharon är en kommun (town) i Norfolk County i delstaten Massachusetts, USA. Vid 2020 års folkräkning hade kommunen 18 575 invånare.

## Kända personer från Sharon
- Sarah Palfrey, tennisspelare